# Futebol americano
O futebol americano (em inglês American football, referido simplesmente como futebol nos Estados Unidos e Canadá), também referido às vezes como gridiron football, é um esporte de equipe jogado por dois times de onze jogadores em um campo retangular com traves em cada extremidade. A equipe de ataque, com a posse da bola oval, tenta avançar pelo campo correndo com a bola ou lançando-a, enquanto a defesa, que não possui a bola, tenta impedir o avanço do ataque e tomar o controle da bola para si. O futebol americano é um jogo caracterizado pela conquista de território. O ataque deve avançar pelo menos dez jardas em quatro tentativas ou jogadas (chamadas de descidas ou downs); se falharem, entregam a bola para a defesa, mas se conseguirem avançar essas dez jardas, recebem um novo conjunto de quatro tentativas para continuar avançando (a campanha é chamada de drive). O jogo é vencido pela equipe com o maior número de pontos ao final de 60 minutos (divididos em quatro quartos de 15 minutos em dois tempos de trinta minutos cada). As pontuações são marcadas principalmente avançando a bola na zona final do campo (a end zone) adversária para um touchdown ou chutando a bola através das traves do adversário para um field goal.
O futebol americano evoluiu nos Estados Unidos, originando-se do futebol e do rugby. O primeiro jogo de futebol americano foi disputado em 6 de novembro de 1869, entre duas equipes universitárias, Rutgers e Princeton, utilizando regras baseadas nas regras do futebol da época. Um conjunto de mudanças nas regras elaboradas a partir de 1880 por Walter Camp, o "Pai do Futebol Americano", estabeleceu o snap, a linha de scrimmage, equipes de onze jogadores e o conceito de downs (descidas). Mudanças posteriores nas regras legalizaram o passe para frente, criaram a zona neutra entre as duas equipes no campo e especificaram o tamanho e forma da bola. Este esporte está intimamente relacionado ao futebol canadense, que evoluiu paralelamente e ao mesmo tempo que o jogo americano, embora suas regras tenham sido desenvolvidas independentemente das de Walter Camp. A maioria das características que distinguem o futebol americano do rugby e do futebol de bola redonda também está presente no futebol canadense. Os dois esportes são considerados as principais variantes do futebol americano de campo (o gridiron football).
O futebol americano é o esporte mais popular nos Estados Unidos em termos de audiência televisiva. As formas mais populares do jogo são o futebol profissional e universitário, com os outros principais níveis sendo o futebol do ensino médio e juvenil. Em 2022, quase 1,04 milhão de atletas do ensino médio jogavam o esporte nos Estados Unidos, com mais 81 000 atletas universitários na NCAA e na NAIA. A National Football League (NFL) tem a maior média de público de qualquer liga esportiva profissional no mundo. Sua partida final decisiva, o Super Bowl, está entre os eventos esportivos de clubes mais assistidos globalmente. Em 2022, a liga teve uma receita anual de cerca de US$ 18,6 bilhões, tornando-a a liga esportiva mais valiosa do mundo. Outras ligas profissionais e amadoras existem em todo o mundo, mas o esporte não tem a popularidade internacional de outros esportes americanos como beisebol ou basquete; o esporte mantém um crescente número de seguidores no resto da América do Norte, Europa, Brasil e Japão.

## Nomenclatura
Nos Estados Unidos, o futebol americano é referido como "football". O termo "futebol" foi oficialmente estabelecido no livro de regras para a temporada de futebol americano universitário de 1876, quando o esporte fez a transição das regras estilo futebol para as regras estilo rugby. Embora pudesse facilmente ter sido chamado de "rugby" neste ponto, Harvard, um dos principais defensores do jogo estilo rugby, fez um acordo e não solicitou que o nome do esporte fosse alterado para "rugby". Os termos "gridiron" ou "American football" são preferidos em países de língua inglesa, onde outros tipos de "football" são populares, como Reino Unido, Irlanda, Nova Zelândia e Austrália.

## História

### Começo

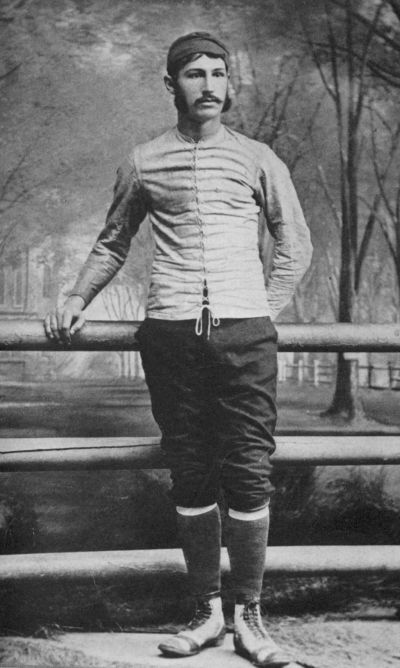
Walter Camp, o "Pai do Futebol Americano", em 1878, quando Camp era capitão da equipe de futebol americano da Universidade de Yale.

O futebol americano evoluiu dos esportes rugby e futebol (soccer). O rugby, assim como o futebol americano, é um esporte no qual duas equipes competem pelo controle de uma bola, que pode ser chutada através de um conjunto de traves ou correndo até a área de gol adversária para marcar pontos.
O que é considerado o primeiro jogo de futebol americano foi disputado em 6 de novembro de 1869, entre Rutgers e Princeton, duas equipes universitárias. Elas eram compostas por 25 jogadores cada e usavam uma bola redonda que não podia ser pega ou carregada. No entanto, ela podia ser chutada ou rebatida com os pés, mãos, cabeça ou laterais, com o objetivo de avançá-la para o gol adversário. Rutgers venceu o jogo por 6 a 4. A jogabilidade universitária continuou por vários anos, com partidas disputadas usando as regras da universidade anfitriã. Representantes de Yale, Columbia, Princeton e Rutgers se reuniram em 19 de outubro de 1873, para criar um conjunto padrão de regras a serem usadas por todas as universidades. As equipes foram estabelecidas com 20 jogadores cada e os campos mediam 400 por 250 pés (122 m × 76 m). Harvard se absteve da conferência, pois preferiam um jogo no estilo rugby que permitia correr com a bola. Depois de jogar com a Universidade McGill usando tanto as regras americanas (conhecidas como "o jogo de Boston") quanto as regras canadenses (rugby), os jogadores de Harvard preferiram o estilo canadense de ter apenas onze homens em campo, correr com a bola sem precisar ser perseguido por um adversário, o passe para frente, o tackle e o uso de uma bola oval em vez de uma bola redonda.

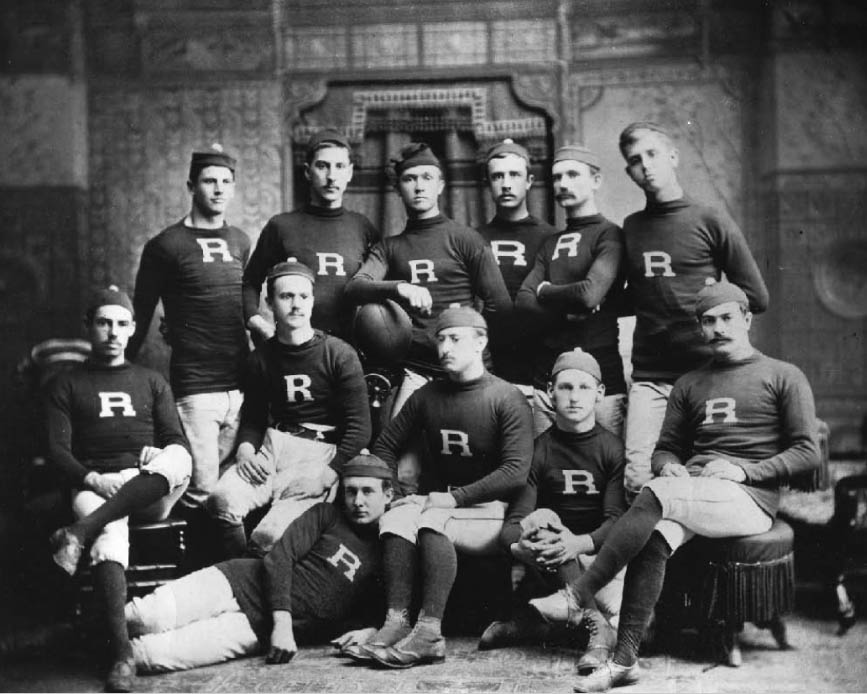
O time da Universidade de Rutgers em 1882

Um jogo entre Harvard e Yale em 1875, disputado sob as regras do estilo rugby, foi observado por dois atletas de Princeton que ficaram impressionados com ele. Eles introduziram o esporte em Princeton, um feito comparado pela Associação de Pesquisadores de Futebol Profissional a "vender geladeiras para esquimós". Princeton, Harvard, Yale e Columbia então concordaram em jogar intercolegialmente usando uma forma de regras de rugby union com um sistema de pontuação modificado. Essas universidades formaram a Associação de Futebol Intercolegial, embora Yale só tenha se juntado em 1879. O jogador de Yale, Walter Camp, atualmente considerado o "Pai do Futebol Americano", garantiu mudanças nas regras em 1880 que reduziram o tamanho de cada equipe de 15 para 11 jogadores e instituíram o snap (quando o center passa a bola por debaixo das pernas para o quarterback) para substituir o scrum caótico e inconsistente. Embora o jogo entre Rutgers e Princeton seja comumente considerado o primeiro jogo de futebol americano, vários anos antes, em 1862, o Oneida Football Club foi formado como o clube de futebol mais antigo conhecido nos Estados Unidos. A equipe era composta por graduados das faculdades preparatórias de elite de Boston e jogou de 1862 a 1865.

### Evolução do jogo
A introdução do snap resultou em uma consequência inesperada. Antes do snap, a estratégia era chutar a bola se um scrum resultasse em má posição no campo. No entanto, um grupo de jogadores de Princeton percebeu que, como o snap não era contestado, eles poderiam segurar a bola indefinidamente para evitar que seu oponente marcasse. Em 1881, em um jogo entre Yale e Princeton, ambas as equipes usaram essa estratégia para manter suas campanhas no ano invictas. Cada equipe segurou a bola, sem avançar, por um tempo inteiro, resultando em um empate de 0 a 0. Este "jogo de bloqueio" provou ser extremamente impopular tanto com os espectadores quanto com os fãs de ambas as equipes.

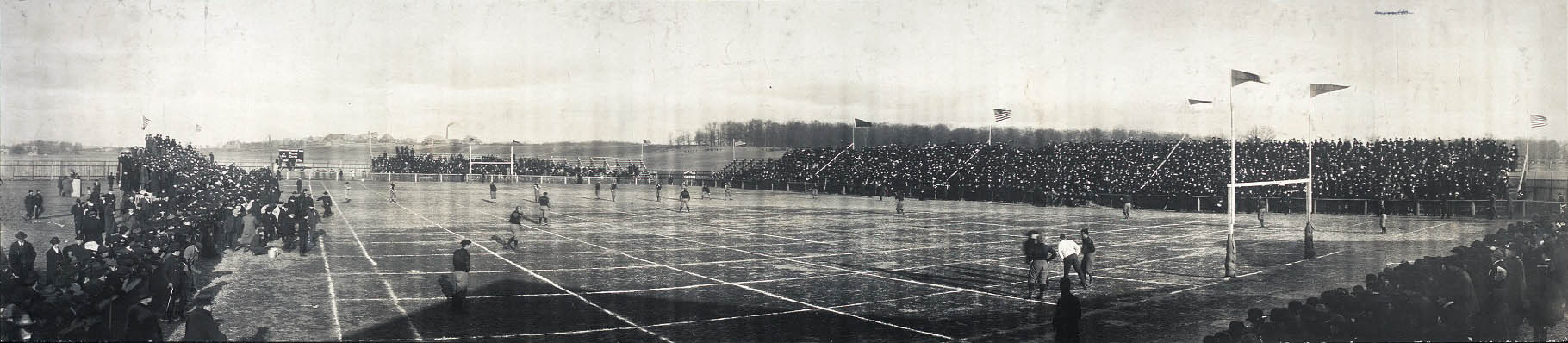
Um jogo de futebol americano disputado em 1906 entre Canton Bulldogs e Massillon Tigers

Uma mudança de regra era necessária para evitar que essa estratégia se firmasse e uma volta ao scrum foi considerada. No entanto, Camp propôs com sucesso uma regra em 1882 que limitava cada equipe a três downs, ou tackles, para avançar a bola 5 jardas (4,6 m). O fracasso em avançar a bola pela distância necessária dentro desses três downs resultaria na perda do controle da bola para a outra equipe. Essa mudança efetivamente tornou o futebol americano um esporte separado do rugby, e as linhas de cinco jardas resultantes adicionadas ao campo para medir as distâncias o tornavam parecido com um grelha (gridiron) em aparência. Outras mudanças de regras importantes incluíram a redução do tamanho do campo para 110 por 53+1⁄3 jardas (100,6 m × 48,8 m) e a adoção de um sistema de pontuação que concedia quatro pontos por um touchdown, dois com um safety e um gol após um touchdown, e cinco pontos por um field goal. Além disso, o tackle abaixo da cintura foi legalizado e uma linha de scrimmage estática foi instituída.
Apesar dessas novas regras, o futebol americano continuou sendo um esporte violento. Formações de massa perigosas como a cunha voadora resultaram em lesões graves e mortes. Um pico de 19 mortes em todo o país em 1905 resultou em uma ameaça do presidente Theodore Roosevelt de abolir o jogo a menos que grandes mudanças fossem feitas. Em resposta, sessenta e duas faculdades e universidades se reuniram na cidade de Nova York para discutir mudanças nas regras em 28 de dezembro de 1905. Esses procedimentos resultaram na formação da Associação Atlética Intercolegial dos Estados Unidos, posteriormente renomeada como Associação Atlética Nacional Colegial (a NCAA).
O passe para a frente legal foi introduzido em 1906, embora seu efeito tenha sido inicialmente mínimo devido às restrições impostas ao seu uso. A ideia de um campo com 40 jardas a mais foi rejeitada por Harvard devido ao tamanho do novo Harvard Stadium. Outras mudanças de regras introduzidas naquele ano incluíram a redução do tempo de jogo de 70 para 60 minutos e um aumento na distância necessária para um primeiro down de 5 para 10 jardas. Para reduzir as brigas e o jogo sujo entre as equipes, a zona neutra foi criada ao longo da largura da bola de futebol antes do snap. A pontuação também foi ajustada: os pontos concedidos para chutes de campo foram reduzidos para três em 1909 e os pontos para touchdowns foram elevados para seis em 1912. Também em 1912, o campo foi encurtado para 100 jardas de comprimento, duas zonas finais de 10 jardas de comprimento foram criadas, e as equipes receberam quatro downs em vez de três para avançar a bola 10 jardas. A penalidade por roughing the passer (violência desnecessária contra o passador) foi implementada em 1914 e jogadores elegíveis foram autorizados a pegar a bola em qualquer lugar do campo em 1918.

### Era profissional
Em 12 de novembro de 1892, Pudge Heffelfinger foi pago US$ 500 dólares (equivalente a US$ 16,285 dólares em valor de 2022) para jogar uma partida pela Allegheny Athletic Association contra o Pittsburgh Athletic Club. Este é o primeiro registro conhecido de um jogador sendo pago para participar de uma partida de futebol americano, embora muitos clubes atléticos na década de 1880 oferecessem benefícios indiretos, como ajudar os jogadores a conseguir emprego, distribuir troféus ou relógios que os jogadores poderiam penhorar por dinheiro, ou pagar o dobro em despesas. Apesar desses benefícios extras, o jogo tinha um sentido estrito de amadorismo na época e o pagamento direto aos jogadores era mal visto, se não proibido completamente.

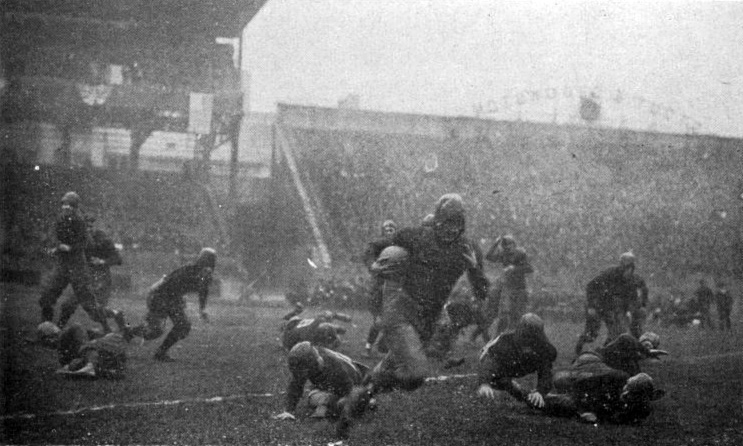
Tom Davies, da Universidade de Pittsburgh, enfrenta o Georgia Tech invicto e sem pontuações no jogo de 1918 no Forbes Field.

Com o tempo, o jogo profissional se tornou cada vez mais comum, trazendo consigo salários crescentes e movimentação imprevisível de jogadores, bem como o pagamento ilegal de jogadores universitários que ainda estavam na universidade. A Liga Nacional de Futebol Americano (a NFL), um grupo de equipes profissionais que foi originalmente estabelecido em 1920 como a Associação de Futebol Americano Profissional, visava resolver esses problemas. Os objetivos declarados desta nova liga incluíam o fim das guerras de lances por jogadores, a prevenção do uso de jogadores universitários e a abolição da prática de pagar jogadores para deixar outra equipe. Em 1922, a NFL já se estabelecera como a principal liga profissional de futebol americano dos Estados Unidos.

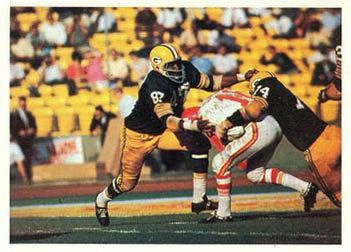
Os Packers jogando contra os Chiefs no Super Bowl I.

A forma dominante de futebol americano na época era jogada no nível universitário. A recém-criada NFL recebeu um impulso em sua legitimidade em 1925, quando uma de suas equipes, o Pottsville Maroons, derrotou uma equipe de estrelas de Notre Dame em um jogo de exibição. Uma maior ênfase no jogo de passes ajudou o futebol americano profissional a se distinguir ainda mais do jogo universitário no final dos anos 1930. O futebol americano, em geral, tornou-se cada vez mais popular após o Jogo do Campeonato da NFL de 1958, uma partida entre os Baltimore Colts e o New York Giants que ainda é chamada de "o Maior Jogo de Todos os Tempos". A partida, uma vitória na prorrogação por 23 a 17 dos Colts, foi visto por milhões de telespectadores e teve uma grande influência na popularidade do esporte. Isso, junto com as inovações introduzidas pela nova American Football League (AFL) no início dos anos 1960, ajudou o futebol a se tornar o esporte mais popular nos Estados Unidos até meados da década de 1960.
A rival AFL surgiu em 1960 e desafiou a dominância da NFL. A AFL começou em relativa obscuridade, mas eventualmente prosperou, com um contrato inicial de televisão com a rede de televisão ABC. A existência da AFL forçou a NFL conservadora a expandir para Dallas e Minnesota na tentativa de destruir a nova liga. Enquanto isso, a AFL introduziu muitos novos recursos ao futebol americano profissional nos Estados Unidos: o tempo oficial era mantido em um relógio de placar em vez de em um relógio no bolso do árbitro, como fazia a NFL; conversões de dois pontos opcionais por passe ou corrida após touchdowns; nomes nas camisetas dos jogadores; e vários outros, incluindo a expansão do papel dos jogadores de minorias, ativamente recrutados pela liga em contraste com a NFL. A AFL ainda contratou vários jogadores universitários de destaque que também haviam sido draftados por equipes da NFL. A competição por jogadores se intensificou em 1965, quando o New York Jets da AFL contratou o novato Joe Namath por um contrato então recorde de US$ 437,000 dólares (equivalente a US$ 3,11 milhões em 2022). Um contrato de televisão de cinco anos e US$ 40 milhões com a NBC seguiu, o que ajudou a sustentar a jovem liga. A guerra de lances por jogadores acabou em 1966 quando os proprietários da NFL abordaram a AFL sobre uma fusão e as duas ligas concordaram em se unificar, com a fusão se completando em 1970. Este acordo previa um draft unificado que ocorreria a cada ano e instituiu um jogo anual para decidir qual era o melhor time de futebol americano dos Estados Unidos, a ser disputado entre os campeões de cada liga. Este jogo de campeonato começou a ser disputado no final da temporada de 1966. Uma vez concluída a fusão, não era mais um jogo de campeonato entre duas ligas e voltou a ser o jogo de campeonato da NFL, que passou a ser conhecido como o Super Bowl.

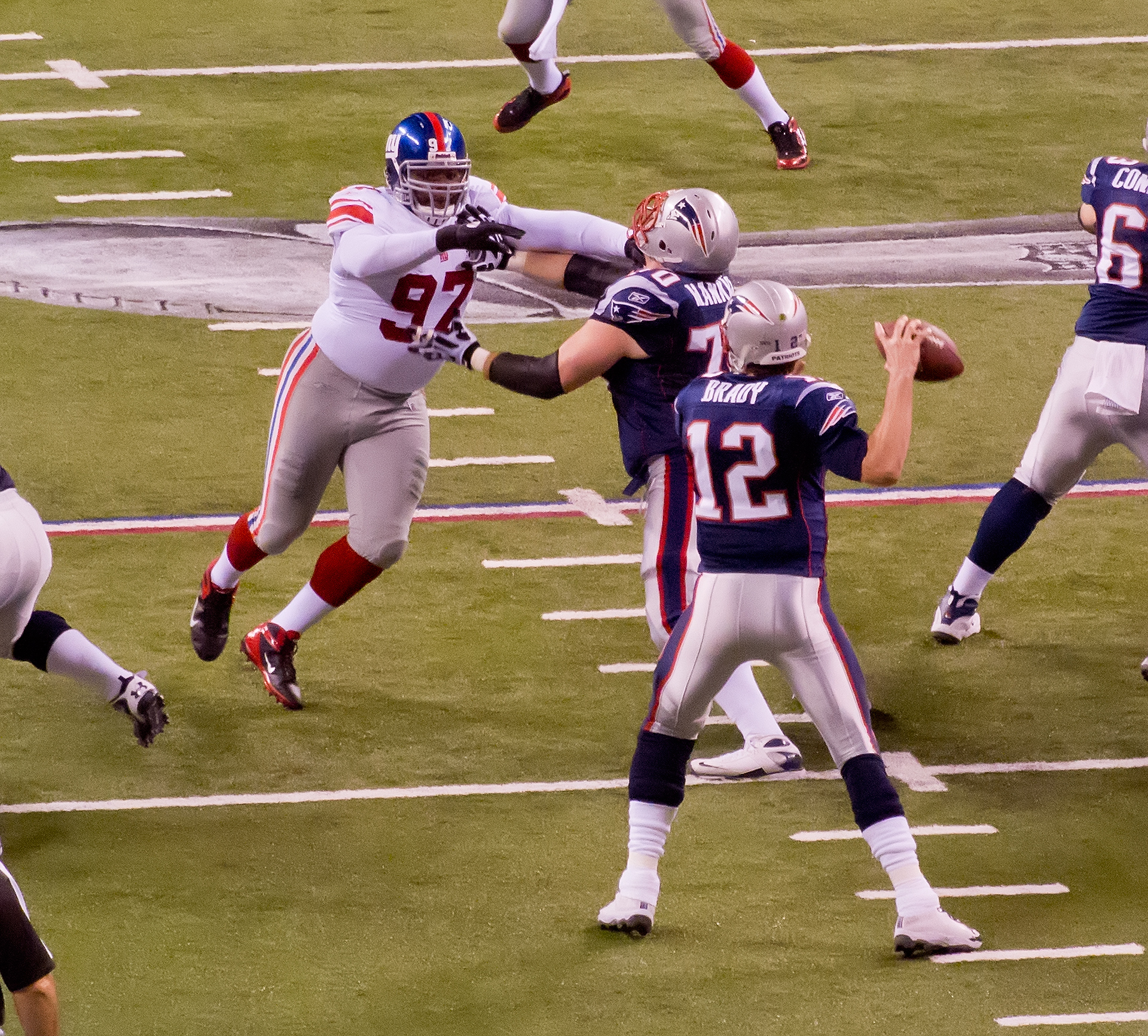
Um jogo entre o New England Patriots e o New York Giants no século XXI.

O futebol universitário manteve a tradição de jogos de bowl na pós-temporada. Cada jogo de bowl estava associado a uma conferência específica e ganhar um lugar em um jogo de bowl era a recompensa por vencer uma conferência. Este arranjo era lucrativo, mas tendia a evitar que as duas melhores equipes se encontrassem em um verdadeiro jogo de campeonato nacional, pois normalmente estariam comprometidas com os jogos de bowl de suas respectivas conferências. Vários sistemas foram usados desde 1992 para determinar um campeão nacional do futebol universitário. O primeiro foi o Bowl Coalition, em vigor de 1992 a 1994. Isso foi substituído em 1995 pelo Bowl Alliance, que deu lugar em 1997 ao Sistema de Campeonato de Bowl (BCS). O arranjo do BCS provou ser controverso e foi substituído em 2014 pelo Playoff de Futebol Americano Universitário (CFP).

## Popularidade

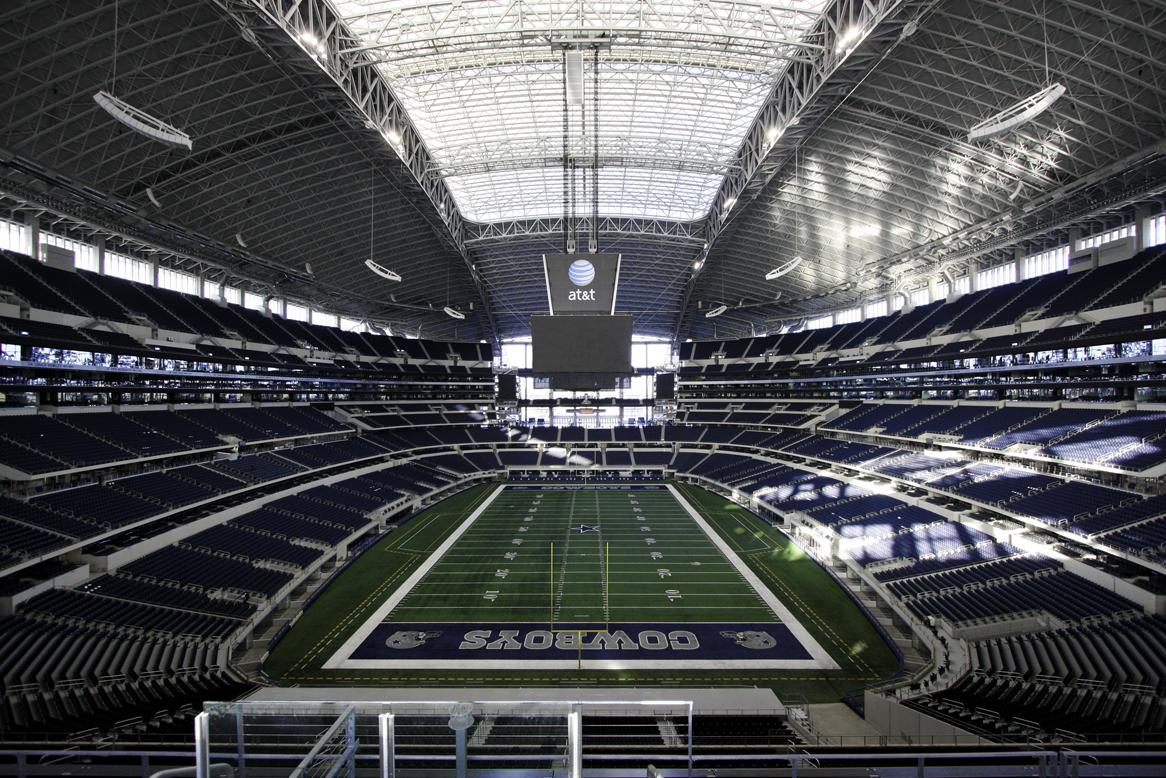
O futebol americano é o esporte mais popular dos Estados Unidos. Na imagem, o AT&T Stadium, um dos maiores estádios da NFL, com capacidade para cem mil pessoas.

O futebol americano é extremamente popular nos Estados Unidos. Na década de 1990, o esporte já tinha ultrapassado o Beisebol como o esporte mais popular da nação. A liga profissional, a National Football League (NFL), que consiste de 32 equipes, é muito popular. O seu jogo do título, o Super Bowl, tem uma audiência anual de quase metade dos lares com TV americanos, e é também emitido para 150 outros países, em cerca de 30 idiomas diferentes. As quinze maiores audiências da história da televisão americana aconteceram com jogos do Super Bowl.
O futebol americano universitário é tão popular quanto a liga profissional e muitos colégios e universidades participam na NCAA (National Collegiate Athletic Association), primeira divisão de futebol universitário, lotando consistentemente enormes estádios. Os jogos universitários são também transmitidos pela televisão para grandes audiências. Muitas das instituições integrantes de divisões inferiores de futebol e da National Association of Intercollegiate Athletics (NAIA) têm uma variedade de equipes de futebol americano; o mesmo acontece com muitas escolas secundárias. Existem também equipes amadoras, de clubes e juvenis (como as equipes das ligas Pop Warner).
Além destas ligas e equipes, agora também já existe a Copa do Mundo de Futebol Americano.

### Popularidade no Brasil
O futebol americano no Brasil é um dos esportes que mais cresceu em popularidade no país nos últimos anos devido à sua prática e às transmissões da National Football League.

## Ligas profissionais, universitárias e outras

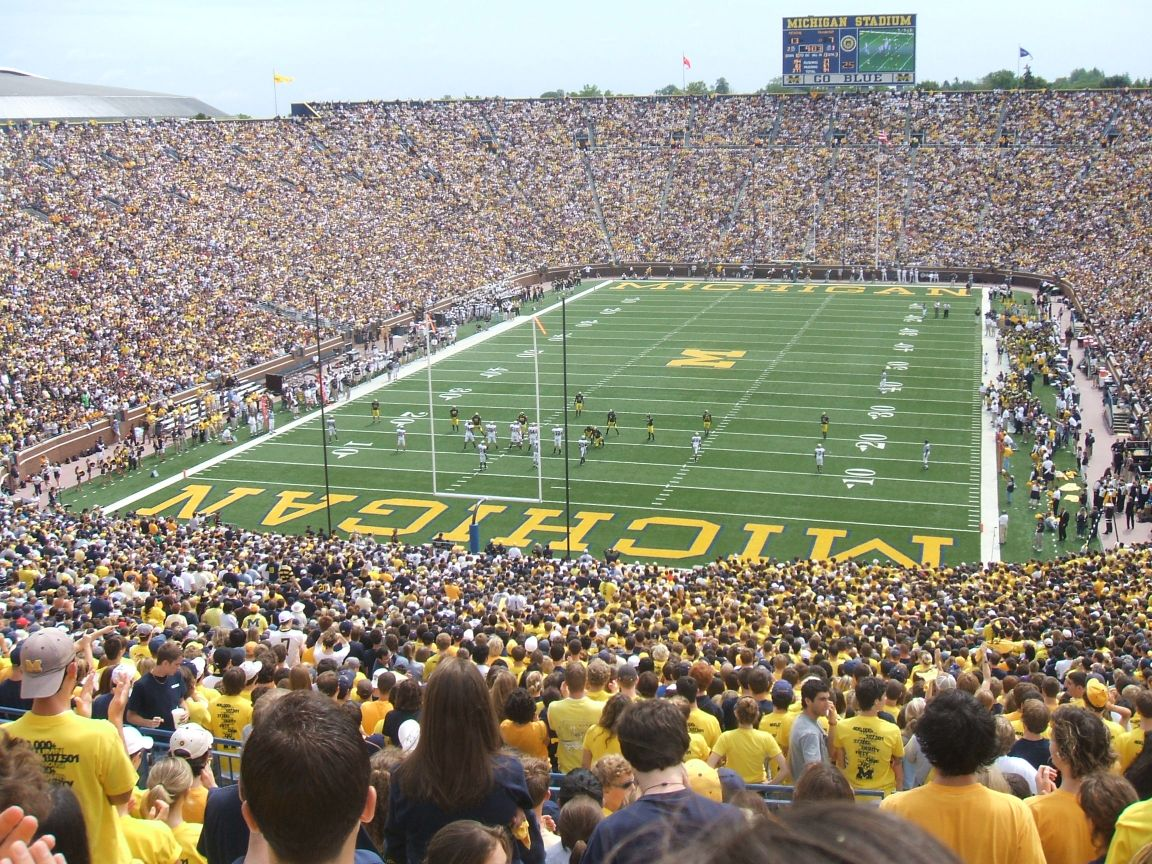
O campeonato universitário de futebol americano nos Estados Unidos é muito popular, a ponto de lotar os estádios e ser exibido nos principais canais de televisão.

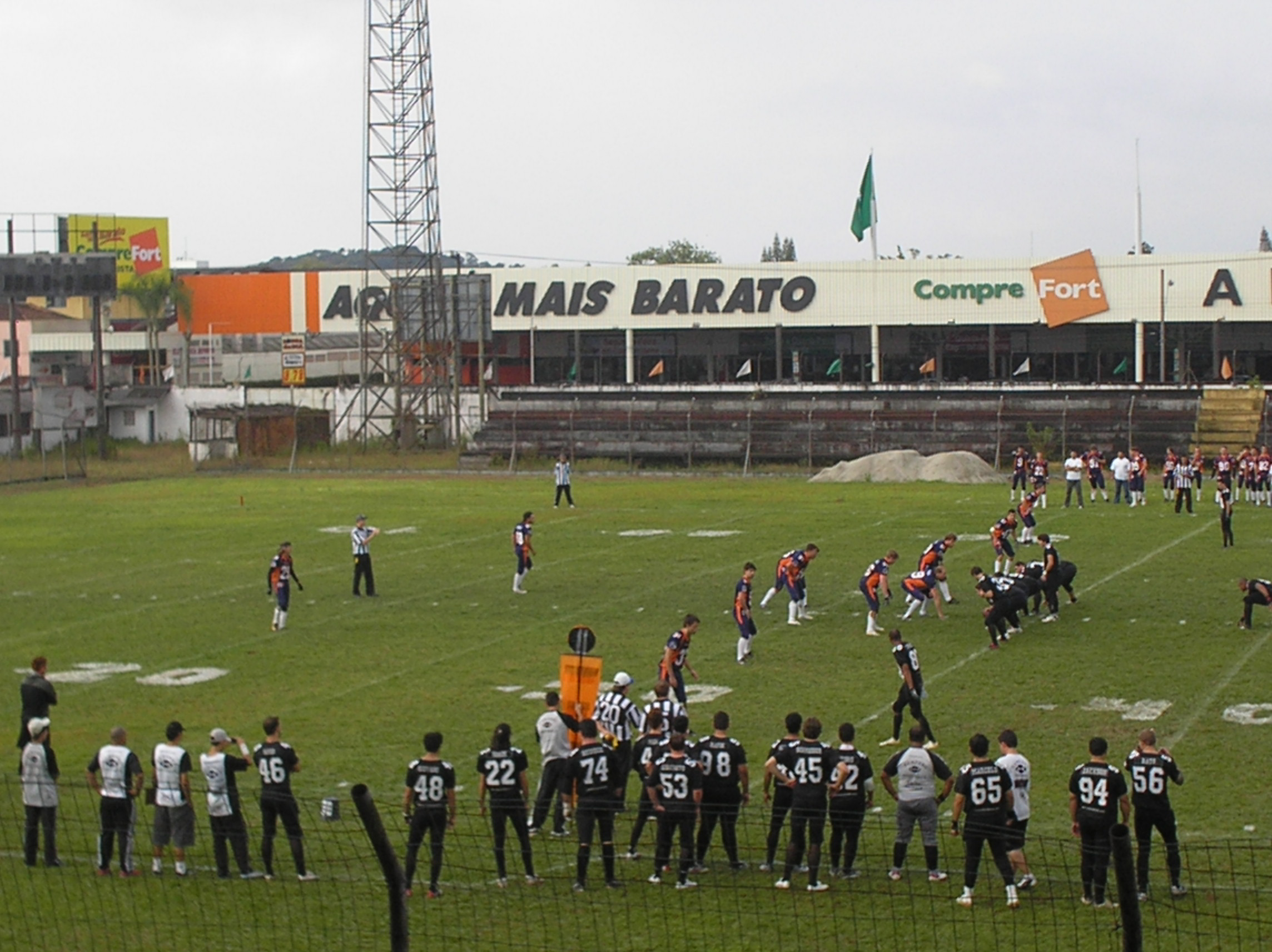
Partida de futebol americano disputada no Brasil, entre Caxias Panzers e Jaraguá Breakers, válida pelo Campeonato catarinense.

Nos Estados Unidos e no Mundo, joga-se futebol americano a muitos níveis:
- Futebol profissional
- Futebol americano feminino
- Futebol americano de arena - (profissional) jogado em recinto fechado
- Futebol americano universitário - jogado por muitas instituições americanas de ensino superior (muito popular)
- Futebol americano escolar - jogado pela maioria das escolas secundárias
- Futebol americano amador e juvenil
- Flag Football - sem empurrar e praticamente sem tackle; quase exclusivamente amador

As descrições nesta página baseiam-se principalmente nas regras atuais da Liga Nacional de Futebol (National Football League, NFL, de 1920 à atualidade). Onde essas regras forem diferentes das do futebol americano universitário, uma nota é assinalada.
As regras profissionais, universitárias, escolares e amadoras são semelhantes. A pequena Liga de Futebol de Arena (Arena Football League) (de 1987 à atualidade) joga uma adaptação do futebol americano para recinto fechado, jogada a um ritmo mais elevado, num campo menor com linhas laterais incorporadas - as extremidades da grelha coincidem com paredes almofadadas semelhantes às que se encontram no outfield de um campo de baseball. O flag football e o touch football são versões de futebol americano sem empurrões.
Algumas ligas profissionais deixaram de existir: a Liga Mundial de Futebol (World Football League, WFL, 1974-75), a Liga de Futebol dos Estados Unidos (United States Football League, USFL, 1983-1985), a XFL (XFL, 2001), a Conferência de Futebol de Toda a América (All America Football Conference, 1946-1949), a Liga Mundial de Futebol Americano (World League of American Football, WLAF, 1991-1993 - que hoje em dia é a NFL Europa), e a liga que é por muitos considerada a génese do moderno futebol americano profissional, a Liga de Futebol Americano (American Football League, AFL, 1960-1969). A NFL fundiu-se com a Liga de Futebol Americano (AFL) em 1970, depois de a AFL começar ter sucesso no aliciamento de estrelas da NFL. Depois da fusão, a NFL adoptou características inovadoras praticadas pela AFL, tais como nomes dos jogadores nas camisas, relógios oficiais no placar (na NFL era frequente que os relógios no campo e no placar discordassem, o que gerava confusão), e a conversão de dois pontos. Mesmo antes da fusão, a NFL adoptou os conceitos revolucionários da AFL de transmissões televisivas e da partilha das receitas de bilheteira e das transmissões televisivas pelas equipas da casa e visitante. Ao fim de algum tempo, a NFL acabou por adoptar todos os aspectos pioneiros da Liga de Futebol Americano, excepto o nome.
Desde o ano 2000, tem havido uma onda de ligas profissionais femininas.

## O jogo

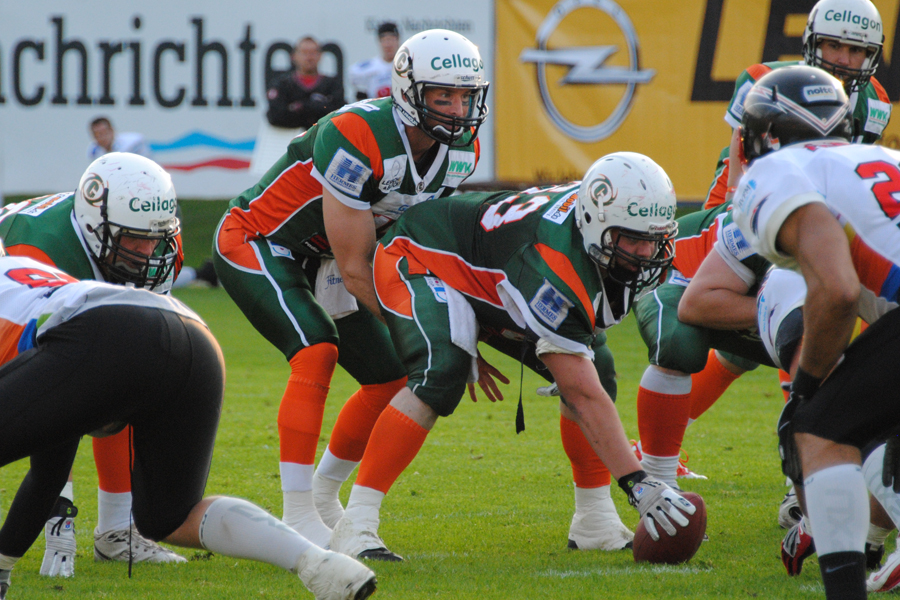
Um quarterback, o jogador mais importante em campo, se preparando para uma jogada.

Um jogo de futebol americano consiste de uma série de jogadas de curta duração entre as quais a bola não está em jogo. São permitidas substituições entre as jogadas, o que abre as portas a bastante especialização, uma vez que os treinadores põem em campo os jogadores que pensam servir melhor para a situação específica seguinte. O jogo é muito tático e estratégico. Com 22 jogadores dentro de campo ao mesmo tempo (11 por equipe), cada um com uma tarefa atribuída para a jogada seguinte, as estratégias são complexas.

### Objetivo do jogo
O objetivo do jogo é somar mais pontos que seu adversário. A principal jogada é entrar na área ao fundo do campo adversário (endzone) com a posse da bola (touchdown), ganhando 6 pontos e direito a pontapé livre a gol por mais 1 ponto extra, ou mesmo 2 pontos extras, se os jogadores tentarem, ao invés de um pontapé livre ao gol, um passe ou uma corrida para a endzone novamente. Ou ainda em uma situação onde um jogador com posse de bola é derrubado, em sua própria endzone, por um adversário. Tal situação confere dois pontos à equipe do jogador que o derrubou. É a única situação onde um time sem a posse de bola pode pontuar. É a situação análoga ao gol contra do futebol.

### Duração, chute inicial esafety punt
O jogo tem a duração de 60 minutos, e é dividido em duas metades separadas por um intervalo. Cada metade consiste de dois quartos com a duração de 15 minutos . As equipes mudam de campo no fim do primeiro e do terceiro quartos. Se um jogo estiver empatado ao fim do tempo regulamentar, joga-se uma prorrogação. As prorrogações obedecem ao método de "morte súbita", o que significa que a equipe que pontuar primeiro, seja de que forma for, ganha.
Um chute inicial (kickoff, em inglês) é uma jogada especial usada para iniciar cada meio jogo e também para reiniciar o jogo depois de cada Field goal ou uma tentativa de conversão depois de um touchdown. O chutador da equipe chuta a bola, geralmente desde a sua linha de 35 jardas, embora um chute inicial possa ocorrer de outras zonas do campo devido a uma penalidade na jogada anterior (nota: no futebol universitário, a bola também é chutada da linha das 35 jardas). A bola deve ser chutada a partir do chão (e não no ar) e segura, e deve percorrer pelo menos 10 jardas. A partir do momento em que a bola tenha percorrido 10 jardas para o campo adversário ou tenha sido tocada pelo time que retornará o kickoff, pode ser recolhida por qualquer uma das equipes. Em geral, a bola é simplesmente chutada com força para o campo adversário, mas por vezes uma equipe tenta recuperar o seu próprio pontapé, numa jogada que é conhecida como onside kick. Nele, a equipe, em vez de chutar a bola como um kickoff, dá um chute mais curto e tenta pegar a bola de volta (mas isso só é válido se o chute percorrer uma distancia de pelo menos 10 jardas).
Usa-se um safety punt para reiniciar o jogo depois de um safety, mas isso não acontece com frequência. A equipe que tiver sido derrubada na sua zona final (ou endzone) e tiver, portanto, concedido dois pontos à outra equipe, faz o punt (chute onde a bola é chutada no ar) sua linha de 20 jardas.

### Formas de pontuar

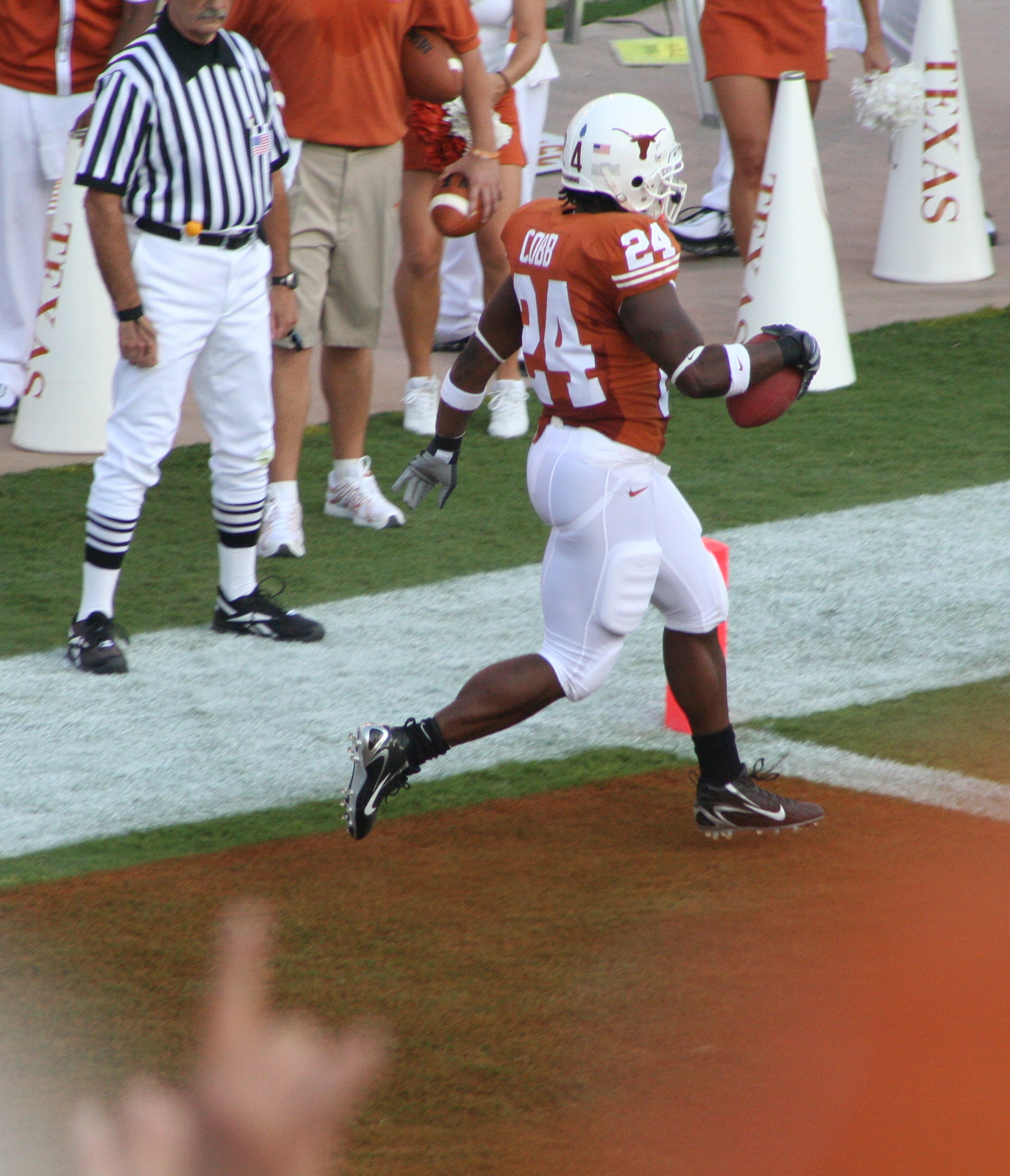
Jogador marcando um touchdown

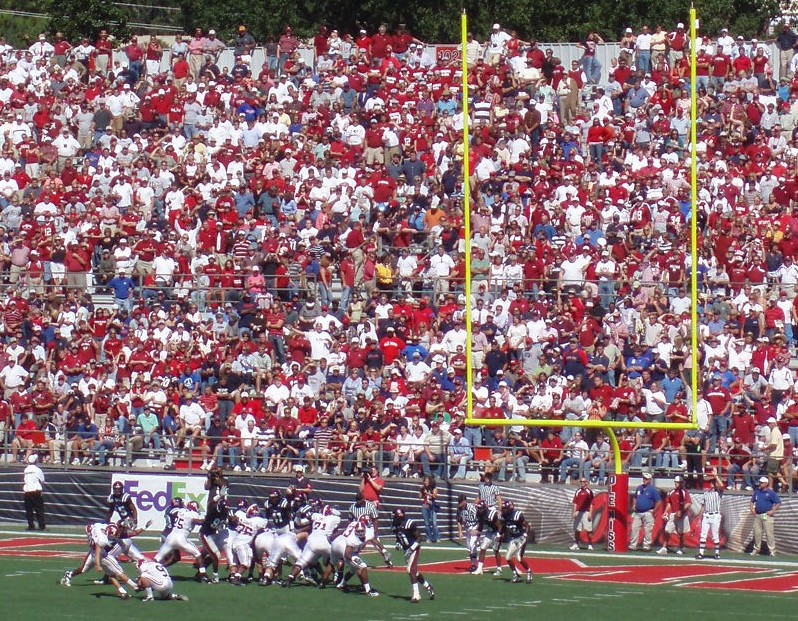
Tentativa de conversão de field goal

Pode-se conquistar pontos das formas seguintes:
- Touchdown (6 pontos) - É conquistado quando um jogador tem a posse legal da bola dentro da zona de finalização (endzone, uma parte colorida  de 10 jardas no final de campo) do adversário. Conquistar um touchdown é o principal objetivo da equipe que ataca.
  - Um ou dois pontos extras podem ser obtidos depois de um touchdown. Fica a decisão da equipe que ataca marcar um ponto extra ou uma conversão de 2 pontos. O "snap" acontece na linha de 2 jardas (NFL) ou 3 jardas (futebol universitário). A equipe que defende só pode obter pontos durante uma tentativa de conversão da outra equipe se um defensor obtiver a posse de bola e a transportar até à zona de finalização adversária, assim a sua equipe obtém dois pontos. Esta regra foi adotada pela NCAA em 1990 e pela NFL em 2015.
    - Um ponto extra, com o valor de 1 ponto, obtém-se da mesma forma que um gol de campo (field goal) durante as jogadas normais. O ponto extra é chutado com uma distância de 33 jardas (NFL).
    - Uma conversão de dois pontos é obtida da mesma forma que um touchdown durante as jogadas normais.
- Um Field Goal, que vale 3 pontos, é conquistado colocando a bola no chão e a acertando entre as traves verticais amarelas de gol atrás da endzone. Se a tentativa for falhada, a bola é devolvida à linha de scrimmage original - na NFL, o local do pontapé -, e a posse é dada à outra equipe. É comumente utilizado em situações de quarto down ou no final de uma partida para conseguir a vitória. Existe também o drop-kick, semelhante à jogada do Rugby, mas esta jogada é extremamente rara no jogo atual (o último foi feito por Aaron Fitzgerald, da University of La Verne, em 10 de novembro de 1990 contra Claremont-Mudd-Scripps, pela NCAA).
- Um Safety, com o valor de 2 pontos, é obtido quando um jogador é derrubado, sai pelo fundo ou comete uma falta específica na sua própria endzone.

## O campo de jogo

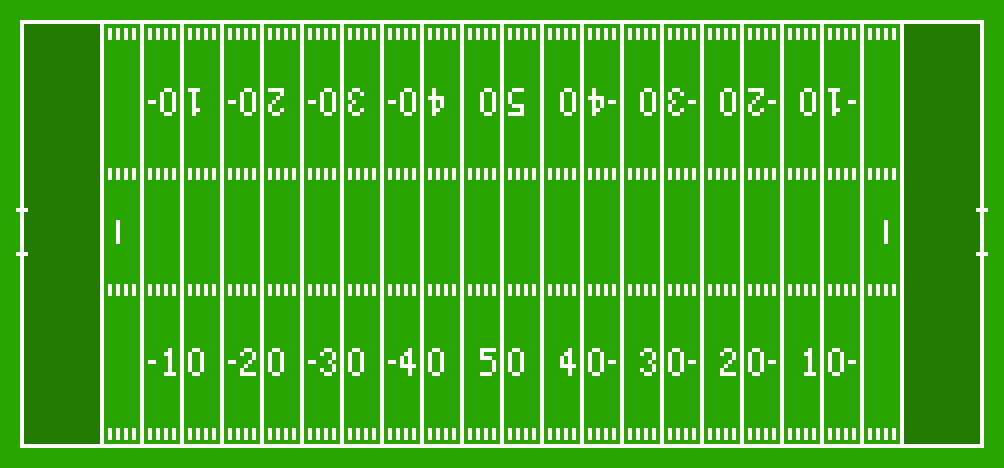
Um campo de futebol americano

O campo de jogo é um retângulo com 120 jardas (109,73 m) de comprimento e 53 ⅓ jardas (48,76 m) de largura, delimitado por linhas laterais ao longo do comprimento, e linhas finais ao longo da largura. Existe uma linha de gol a 10 jardas de cada uma das linhas finais e paralela a ambas. As duas linhas de gol estão, portanto separadas por 100 jardas. A área do campo entre as linhas de gol tem o nome de campo de jogo. Para lá das linhas de gol, entre estas e as linhas finais, situam-se as áreas de finalização, ou endzone.
Dentro do campo de jogo há marcadores adicionais: os marcadores de jarda e as linhas de restrição (inbound lines ou hash marks), a cada jarda ao longo de todo o comprimento do campo. As linhas de restrição, que são linhas curtas perpendiculares aos marcadores de jarda, estão, na NFL, a 70 ¾ pés (21,56 m) das linhas laterais (Nota: as linhas de restrição estão mais perto das linhas laterais no futebol universitário). A cada 5 jardas, os marcadores de jarda estendem-se a toda a largura do campo, e a cada 10 jardas são marcados por números que indicam a distância, em jardas, até à linha de golo mais próxima.
Ao centro de cada linha final situa-se um conjunto de traves, que têm dois postes longos que se estendem por cima de uma barra horizontal em forma de "Y". A distância entre os postes é de 18 ½ pés (5,64 m), e o topo da barra está a 10 pés (3,05 m) de altura.

## Explicação do jogo
Um jogo consiste de muitas jogadas individuais. A vasta maioria dessas jogadas são jogadas de scrimmage. Cada jogada de escaramuça (scrimmage) é um de uma série de downs atribuída à equipe que detém a posse da bola. Estes dois conceitos, de scrimmage e de downs, são fundamentais para o futebol americano e são o que o distingue (e ao futebol canadense da maior parte das outras formas de futebol).
Um conjunto de downs começa com um primeiro down que é atribuído a uma equipe depois de ela ganhar a posse de bola na jogada anterior, ou então depois de progredir um certo número de jardas desde um conjunto de downs anterior. Num primeiro down à equipe com a posse de bola são dados quatro downs (tentativas) para tentar ganhar 10 jardas (têm um "first and ten", o que significa que têm um primeiro down e que precisam de dez jardas para conseguir outro primeiro down). A linha que uma equipe deve atingir para ganhar um primeiro down é chamada linha a conquistar. À equipe com posse de bola chamada-se equipe ofensiva e à outra equipe defensiva.

### Jogadas de scrimmage

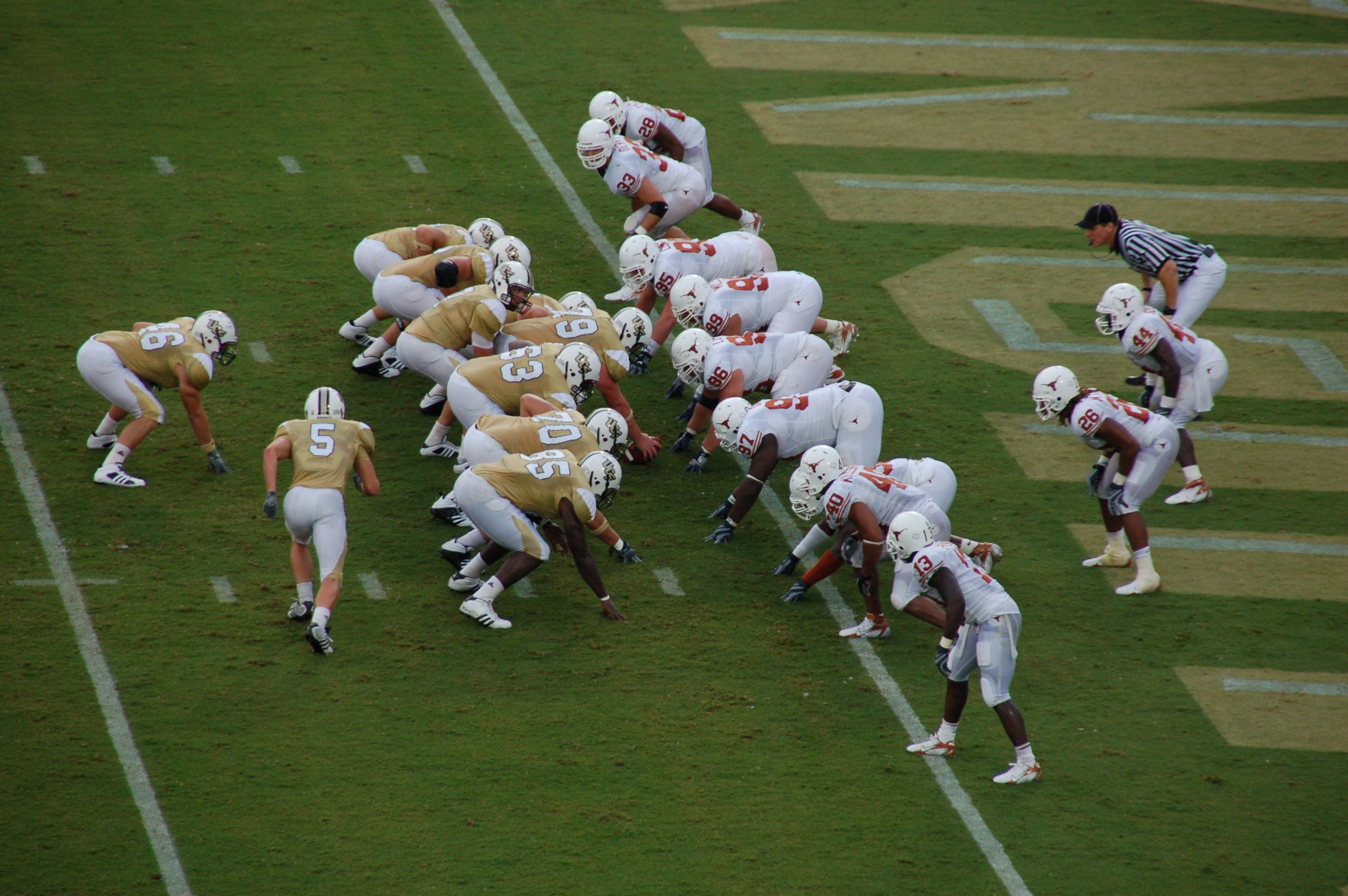
Linha de scrimmage

Cada down é uma jogada de scrimmage. Antes de cada jogada de scrimmage, as duas equipes alinham-se em lados opostos de uma linha de scrimmage, que é determinada pelo ponto onde a bola ficou na jogada anterior. Esse ponto é, na maioria dos casos, a linha de jarda onde a bola parou na jogada anterior adicionado ou subtraído de jardas de penalidade que possam haver. Um down, ou jogada de scrimmage, começa com um snap e termina quando a bola fica morta por qualquer razão. Um snap é uma entrega entre as pernas do central ao quarterback, ou um passe entre as pernas do central ao quarterback ou possivelmente a outro jogador como um punter ou um transportador para uma tentativa de field goal (gol de campo). A bola pode ficar morta, terminando o down, porque um jogador na sua posse é empurrado, porque o seu progresso é parado (quando encosta o cotovelo, joelho ou nádega no chão - down by contact), porque sai dos limites do campo, ou porque um passe em frente fica incompleto.

### Fazer avançar a bola

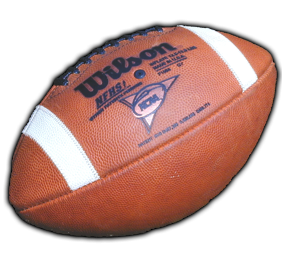
Bola de futebol americano

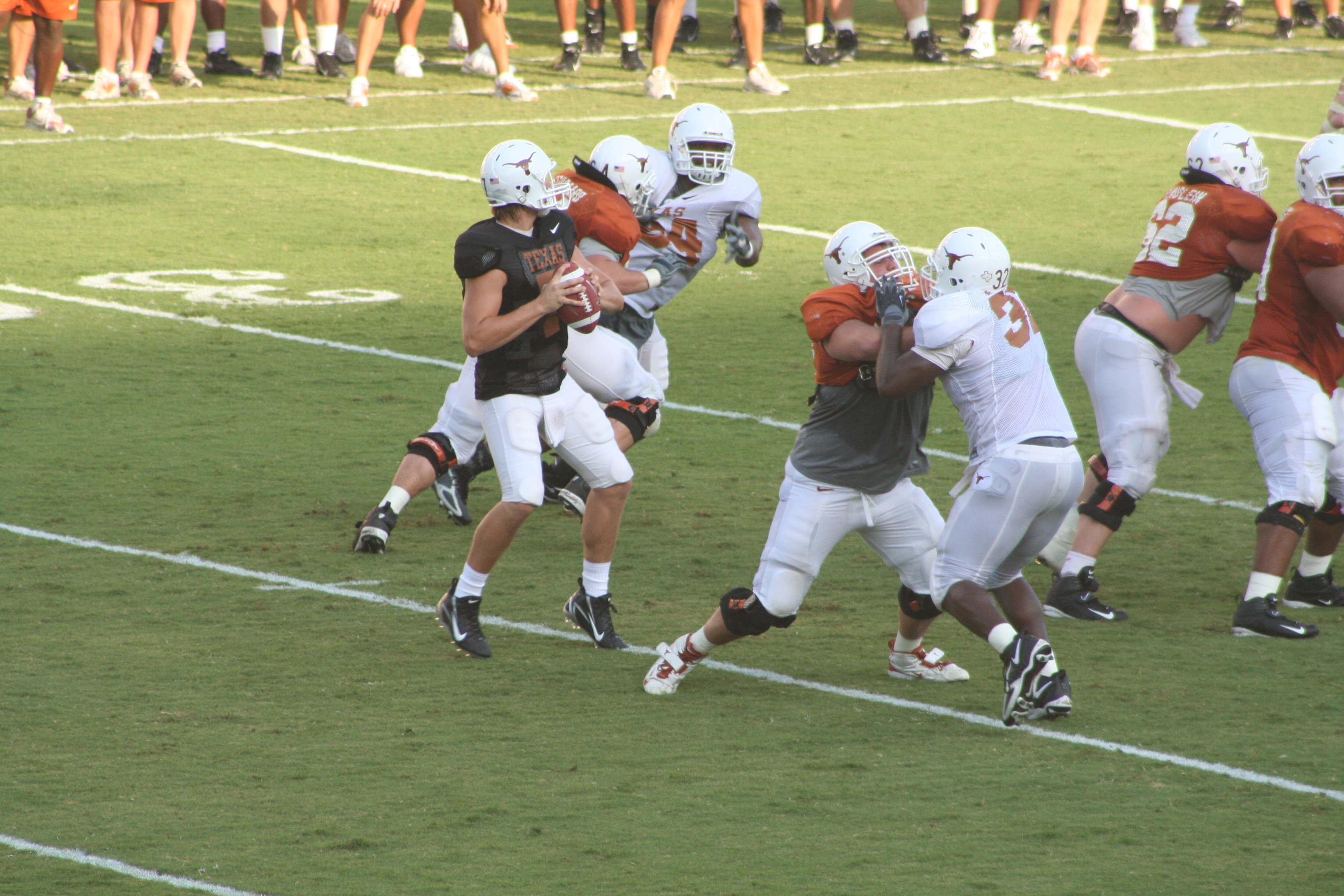
Um quarterback se preparando para fazer um passe a frente

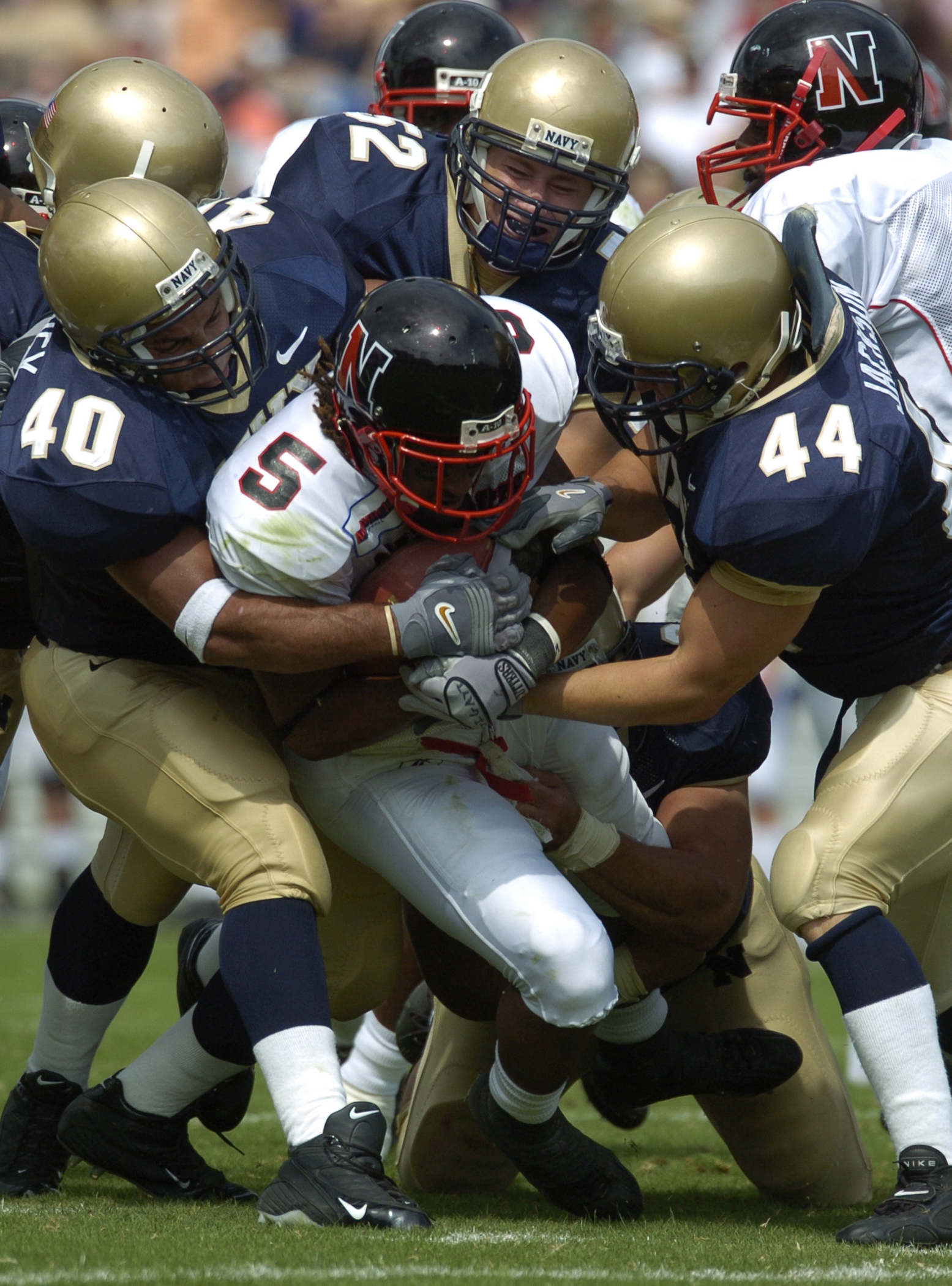
Quando um jogador leva um tackle e cai no chão é marcado um down

Há dois métodos para fazer avançar a bola, mantendo a sua posse:
- Correr com a bola - O quarterback, que é o jogador que geralmente fica com a bola depois do snap, pode correr com ela ou, o que é mais frequente, entregá-la ou fazer um passe curto para um running back, que se transforma no transportador de bola. A maior parte dos outros jogadores de ataque têm tarefas de bloqueio.
- Um passe em frente - Um passe em frente só pode ser feito numa jogada de scrimmage e de uma posição atrás da linha de scrimmage. Deve ser feito para um receptor válido (qualquer jogador que não seja um extremo interior). Um passe completo é um passe que é apanhado por um receptor válido. O jogador pode correr com a bola depois de a apanhar. Um passe incompleto é um passe em frente em que a bola bate no chão ou sai do terreno de jogo, caso em que no ponto em que o passe termina, a bola fica morta e é posta na linha de escaramuça anterior para a jogada seguinte. Uma interceptação é um passe que é apanhado pela defesa, o que transfere a posse de bola para a equipe defensiva, que pode correr com a bola.

É importante para o ataque desencadear jogadas variadas de corrida e de passe por forma a deixar a defesa incerta quanto à jogada seguinte. Se a defesa conseguir adivinhar as jogadas da equipa atacante, o seu posicionamento irá ser ajustado em conformidade, e os atacantes verão as suas hipóteses grandemente reduzidas.
1. NOTA: A distancia de um first down é de 10 jardas mas quando a distancia para a endzone é de menos de 10 jardas é interpretado como 1st and goal

### Situações de quartodown
Se uma equipe utilizar todos os seus quatro downs sem ganhar o número de jardas necessárias para obter um primeiro down (são 10 jardas, inicialmente) a posse de bola é transferida para a outra equipe. As situações de quarto down são, portanto, opcionais. O ataque tem três opções: avançar, chutar a bola no ar (punt) ou tentar um field goal(gol de campo).
Coisas que a equipe atacante pode decidir fazer no quarto down:
- Avançar - Se a distância necessária para conquistar um primeiro down for curta ou em caso de fim iminente da partida, uma equipe pode optar por avançar—elaborar uma jogada de corrida ou passe normal—no quarto down, mas é uma opção frequentemente arriscada: se não se conseguir chegar ao objetivo, a posse de bola é transferida para a equipe adversária, em geral com muito melhor posição em campo do que teria através de um punt. A opção segura é normalmente chutar a bola.
- Chutar a bola (punt) - Uma equipe pode escolher chutar a bola a fim de ganhar uma melhor posição em campo.
- Tentar um Field Goal - Tentativas de Field Goal têm de ser feitas com a bola no chão, e portanto um jogador chamado holder segura a bola para um kicker. (Em outros tempos, um kicker poderia tentar um chute no ar — ou seja, deixar a bola cair e chutá-la depois dela bater no chão — caso a bola passe entre os postes de gol, isto conta como Field Goal. Mas isto é difícil de fazer porque a bola tem a forma achatada, e pinga de forma imprevisível. Hoje em dia, a única ocasião em que é possível ver esta jogada é quando um kicker está pressionado depois de uma jogada interrompida.) As tentativas falhas de Field Goals, se ficarem curtas, podem ser interceptadas pelo adversário, mas a bola geralmente ultrapassa a linha final e nao pode ser interceptada. Se a tentativa de Field Goal falha, a bola é colocada na linha de scrimmage original, e a posse de bola é dada à equipa adversária. (Na NFL, depois das tentativas falhas a bola é colocada no local do pontapé.)

Ocasionalmente, uma equipe pode empregar um truque no quarto down. Alinha-se como se fosse pontapear a bola ou tentar um Field Goal mas em vez disso arma uma jogada de corrida ou de passe.

## Posições em campo do futebol americano
(TB) Tailback (Também conhecido como Halfback)
Defesa
(DE) Defensive End
(DL) Defensive Lineman
(LB) Linebacker
(CB) Cornerback
(FS)(SS) Safeties.

Posições de equipes de futebol americano:
Ataque
(C) Center
(QB) Quarterback
(OG) Offensive Guard
(OT) Offensive Tackle
(TE) Tight-End
(WR) Wide-Receiver
(FB) Fullback(TB) Tailback (Também conhecido como Halfback)
Defesa
(DE) Defensive End(DL) Defensive Lineman
(LB) Linebacker
(CB) Cornerback
(FS)(SS) Safeties.

Com as suas substituições ilimitadas, o futebol americano é altamente especializado e a maioria das equipes têm três "times": time de ataque, time de defesa e o time de especialistas. Existem muitos jogadores especializados em cada uma destas unidades. Alguns jogadores podem só ser usados em certas situações. (Para mais detalhes, veja unidade ofensiva, unidade defensiva e equipe de especialistas.)
Também existem vários tipos de formações no futebol americano (ver artigo formações no futebol americano).
A equipe de futebol americano pode contar com até 53 jogadores inscritos. Simplificando, as posições são:

### Ataque
- Quarterback (QB): O quarterback é a peça mais famosa do futebol americano. É a peça central do ataque, encarregado de distribuir a bola. A bola quase sempre passa primeiro pelas mãos do quarterback, não importando se a jogada será realizada por terra ou por ar.

O QB é o "braço-direito" do técnico, ouvindo dele instruções antes de cada jogada por meio de um ponto eletrônico no capacete. Suas funções são:
- Formar um huddle - a reunião rápida dos jogadores para combinar a estratégia de cada jogada.
- Comunicar aos companheiros as instruções recebidas do técnico.
- Conferir a posição dos jogadores.
- Analisar o posicionamento da defesa adversária, para ver se a jogada terá efeito.
- Se necessário, fazer um audible - mudar a jogada para um "plano B".
- Dar o sinal vocal para o início da jogada.
- Executar a jogada planejada.

#### Recebedores
- Wide-Receivers (WR): Têm a função de penetrar rapidamente e sem bola na defesa adversária. Uma vez no território adversário, se torna alvo dos passes do QB.
- Tight-End (TE): Mistura de recebedor e bloqueador, sua principal função é impedir que os defensores adversários cheguem ao seu QB. Mas em muitas jogadas, o TE também pode receber passes.

#### Running Backs
- Halfback (HB): Carregam a bola em jogadas terrestres, partindo antes da linha de scrimmage numa recepção chamada handoff
- Fullback (FB): Abre caminho para o corredor, também bloqueia para o quarterback em jogadas pelo ar. Pode receber a bola para uma jogada terrestre pela sua força, tentando ganhar mais jardas.
- Slotback (SB): O slotback é semelhante ao wide receiver, mas também tem muitas das mesmas características que um running back, se alinha mais perto da linha ofensiva, mas atrás dos tackles. Bloqueiam e recebem, assim como TEs.

#### Linha de bloqueadores
- Center (C): Dá início à jogada, passando a bola por baixo de suas pernas para o quarterback, logo atrás dele. Esse movimento se chama snap. O Center se posiciona no meio da linha de bloqueadores e, além de ótimo bloqueador, deve ser rápido. Isso porque no exato instante em que coloca a bola em jogo, já começa a sofrer pressão da linha defensiva adversária.

Nas jogadas aéreas, o trabalho de um center é prover apoio para seus companheiros de linha e cuidar de qualquer defensor adversário sem marcação. Já nas jogadas terrestres, ele ajuda a abrir "buracos" na defesa adversária, para que o corredor tenha por onde passar. Também é considerado o cérebro da linha ofensiva, responsável por corrigir os bloqueios e identificar os esquemas do adversário.
- Guard (OG): Os guards são sempre dois e ficam um de cada lado do center. Têm responsabilidade em tudo que acontece no miolo da linha. Geralmente, são os principais responsáveis nos bloqueios para corridas, e também precisam reter os defensores nos passes, sobretudo os defensive tackles e, às vezes, o(s) inside/middle linebacker(s) adversários.
- Offensive Tackle (OT): Os tackles são dois e ficam ao lado dos guards, cuidando cada um de uma extremidade da linha. Seu trabalho nas jogadas aéreas é proteger o quarterback, normalmente bloqueando os defensive ends adversários. Nos times com quarterbacks destros, o jogador mais importante da linha é o left tackle, pois durante o movimento feito para lançar a bola, o quarterback vira o corpo para a direita, perdendo o campo de visão à esquerda - o famoso blind side. Assim, não consegue perceber a aproximação de um adversário, dependendo do left tackle para sua proteção naquele lado. O inverso se aplica aos quarterbacks canhotos.

### Defesa
1. Defensive Tackles (DT): jogam no meio da linha de defesa.
2. Defensive Ends (DE): jogam nas pontas da linha de defesa.
3. Linebackers (LB): jogam logo atrás da linha de defesa, avançam para fazer tackles e às vezes fazem cobertura em passes curtos.
4. Cornerbacks (CB): marcam as laterais do campo, zonas de atuação dos wide-receivers.
5. Safeties (SS ou FS): responsáveis pela cobertura mais recuada.

### Special Teams
1. Placekicker ou simplesmente Kicker (K): chuta os field goals e kickoffs.
2. Punter (P): faz os punts e também podem dar os kickoffs
3. Holder (H): segura a bola para um chute do kicker. O punter geralmente faz a função de holder. Em alguns times, principalmente nas ligas universitárias e colegiais, o quarterback também joga como holder.
4. Long snapper (LS): faz os snaps (saídas de bola) para os kickers e punters.
5. Kickoff Specialist (KS): Só alguns times possuem, jogador que só faz os kickoffs
6. Punt returner ou Kickoff returner: devem agarrar uma bola chutada e correr o máximo que der para frente.

## Penalidades

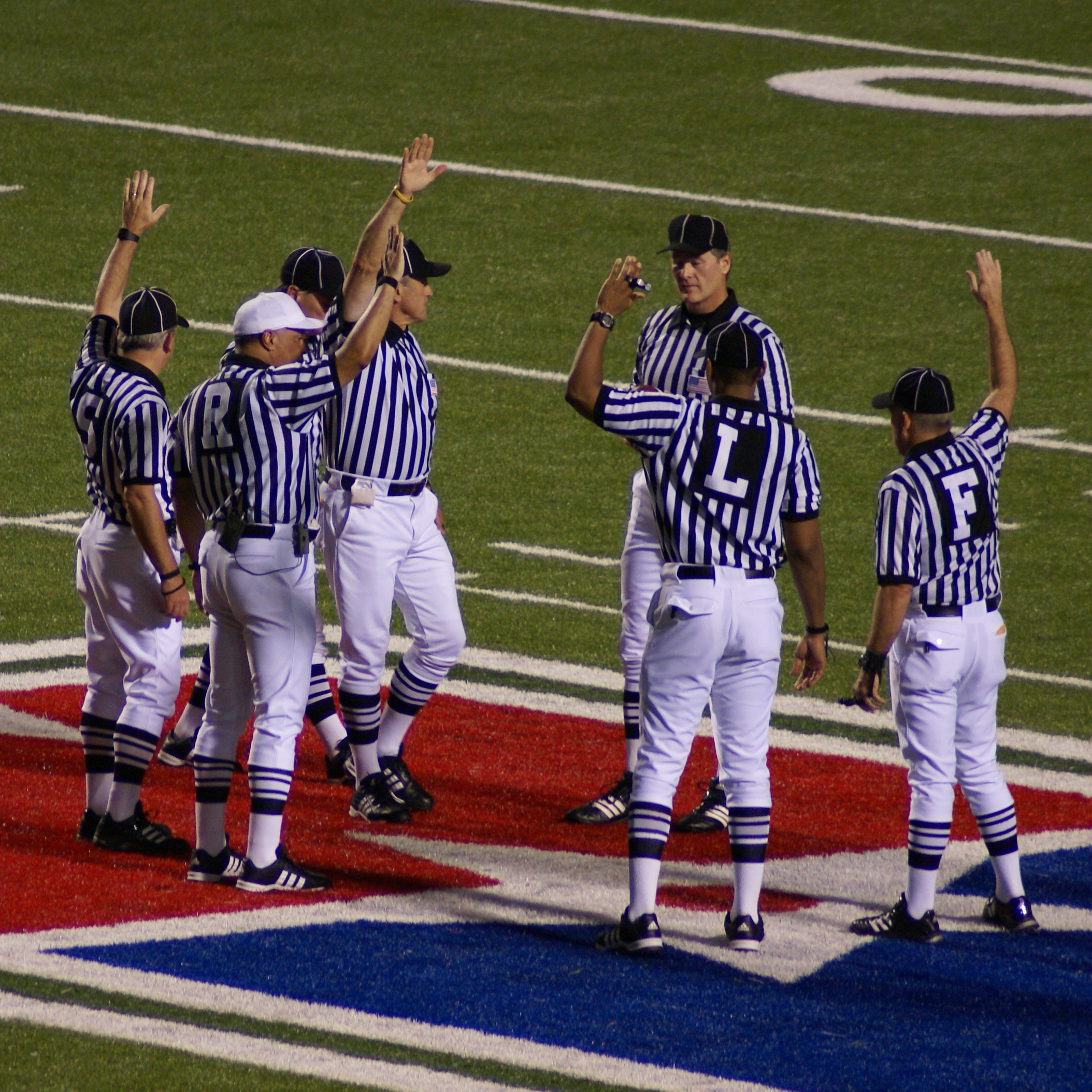
Os 7 árbitros de uma partida

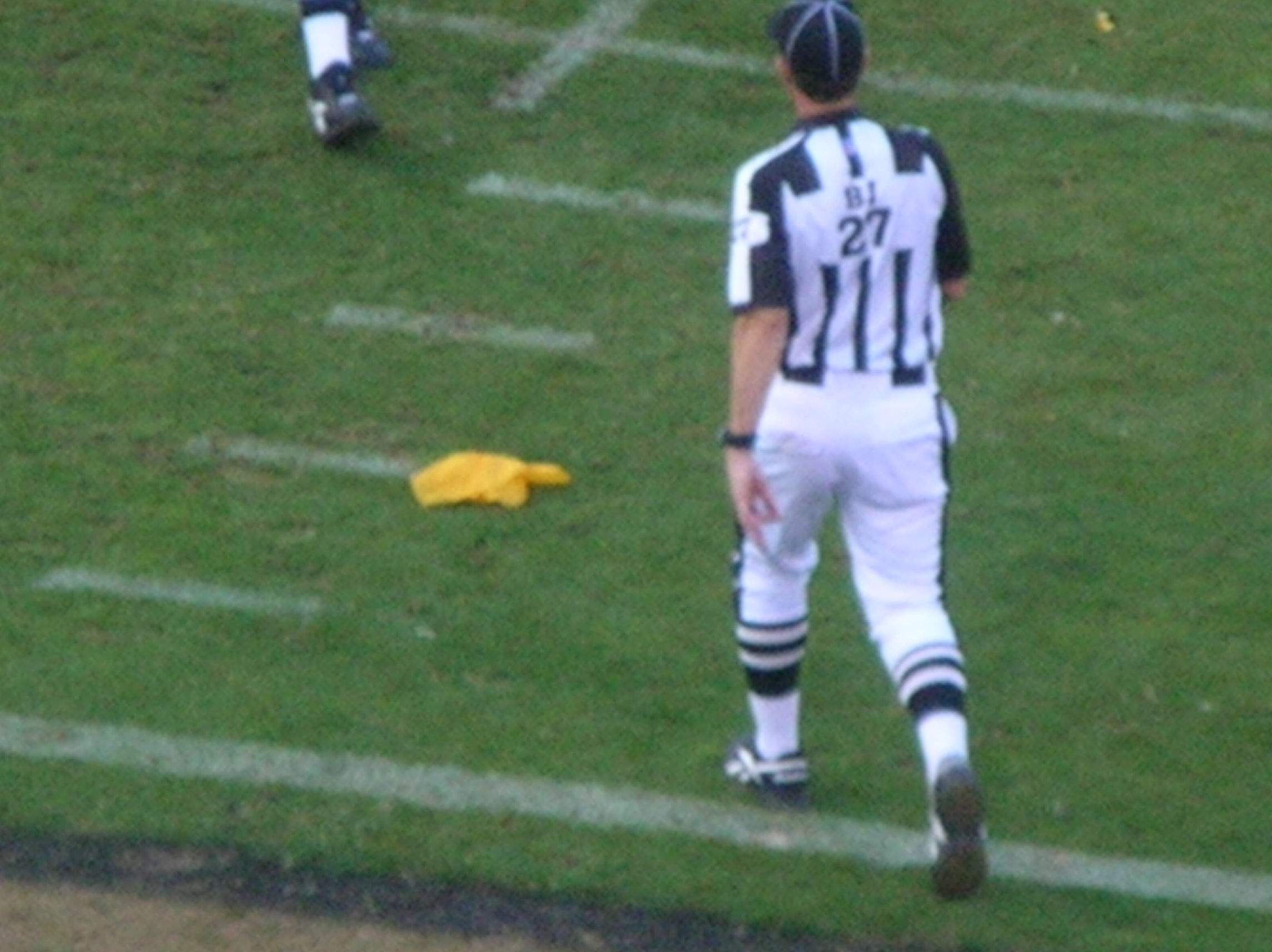
Um árbitro da NFL jogando a flanela amarela (flag) indicando uma falta na jogada

Abaixo estão listadas algumas das penalidades mais comuns. Na maioria das situações, a equipe que comete a falta sofre uma penalidade de 5, 10 ou 15 jardas, mas em casos mais graves podem ter mais de 15 jardas, dependendo da infração. Pode também haver uma perda de down para uma penalidade contra o ataque. Uma penalidade contra a defesa pode resultar um primeiro down automático. Em certos casos, ao ataque é dada a hipótese de declinar a penalidade e ficar com as jardas ganhas na jogada. para algumas infracções defensivas, a penalidade soma-se às jardas ganhas na jogada. Uma falta pessoal, que tem a ver com perigo para outro jogador, tem como resultado, geralmente, uma penalidade de 15 jardas.
Nota: A zona neutra é o espaço definido por uma linha que atravessa a bola paralelamente às linhas de jarda quando a bola é colocada no solo, pronta para ser jogada. Nenhum jogador, à excepção do central, pode ter uma parte qualquer do corpo na zona neutra aquando do snap.

### Penalidades contra o ataque
- Saída falsa (False Start) (5 jardas) - quando um jogador se move antes do snap de uma maneira que simula o início da jogada (salvo a casos de audibles).
- Movimento ilegal (Illegal Motion) (5 jardas) - quando mais do que um back (corredor) está em movimento no momento do snap
- Deslocamento ilegal (5 jardas) - quando a linha não está parada antes do snap.
- Formação ilegal (Ilegal Formation) (5 jardas) - quando há menos de 7 jogadores na linha de scrimmage.
- Atraso no jogo (Delay of Game) (5 jardas) - quando se deixa passar o máximo do tempo entre cada jogada (que são 40 segundos a partir do término da jogada anterior) antes do snap.
- Recebedor não elegível avançado (Ineligible Receiver Downfield) (5 jardas) - quando um lineman está à frente da zona neutra antes de um passe para frente. Um jogador de linha ofensiva não é elegível (apto) para receber o passe, a exceção quando o quarterback comunica ao juiz que o jogador em questão irá se posicionar como recebedor.
- Passe em frente ilegal (Illegal Forward Pass) (5 jardas e perda de down) - quando o passe frontal é feito a frente da linha de scrimmage, ou quando é realizado um segundo passe em frente na mesma jogada.
- Segurada (holding) (10 jardas) - quando há um uso ilegal das mãos ou braços no bloqueio.
- Interferência no passe ofensivo (Offensive Pass Interference) (10 jardas) - quando há interferência do jogador de ataque em uma interceptação iminente.
- Intentional Grounding  (10 jardas e perda de um down) - quando o quarterback faz um passe frontal com intenção iminente de se livrar da bola dentro do pocket, sem visar um recebedor em potencial. As exceções são quando o quarterback está fora do pocket (bolsão) e lança a bola além da linha de first down, quando o quarterback faz um passe frontal enquanto está recebendo contato de um defensor) e quando ele está dentro do pocket (bolsão) e lança a bola no chão para parar o tempo (spike ball).
- Clipping (15 jardas) – quando o bloqueador derruba o defensor pelas pernas (rasteira).
- Bloqueio ilegal (Illegal Blocking) (15 jardas) - quando há um bloqueio ilegal, por trás ou abaixo da linha dos joelhos.

### Penalidades contra a defesa
- Offside (5 jardas) - jogador da defesa a frente da zona neutra na hora do snap.
- Running into the kicker (5 jardas) - ocorre quando há uma situação de tackle sobre o kicker, uma vez que ele tenha chutado a bola, e nenhum oponente tenha tocado na bola antes de tocar no chutador.
- Interferência no passe (Pass Interference) (15 jardas) - interferência corporal do defensor sobre um recebedor durante uma recepção de passe frontal.
- Agressão ao punter (Roughing the Punter) (15 jardas) - quando o punter sofre contato no capacete depois de ter feito o punt.
- Agressão ao passador (Roughing the Passer) (15 jardas) - quando o quarterback é tocado no capacete, tenha sofrido um contato desnecessário, ou tenha sofrido um tackle no ou abaixo do joelho sem a bola.
- Encroachment (5 jardas) - jogador de defesa toca um jogador de ataque antes do snap.
- Invasão da Zona neutra (Neutral Zone Infraction) - (5 jardas) - quando o defensor atravessa a linha de scrimmage antes do snap

### Penalidades contra qualquer equipe
- Demasiados jogadores em campo (Too Many Men on the Field) (5 jardas) - quando um time tem 12 ou mais jogadores em campo.
- Agarrar a máscara facial (Face Mask) (15 jardas) - se for intencional, 15 jardas (Desde 2008 todas as faltas por agarrar a máscara são consideradas faltas de 15 jardas). Um simples toque na máscara facial do adversário, sem a agarrar, é ilegal.
- Conduta AntiDesportiva: (Unsportsmanlike Conduct) Quando um jogador faz algo que não é permitido, como uma violação flagrante de uma regra, ou uma falta por causa de provocação do jogador adversário ou até mesmo com um comportamento que, segundo a liga, não condiz com a conduta de um profissional. A falta pode ser uma penalização de 15 jardas ou até mesmo a expulsão do jogador em caso de reincidência na mesma partida.
- Falta pessoal (Personal Foul) (15 jardas) - Agressão física desnecessária contra o oponente. Também se aplica a colisões capacete-capacete em jogadores indefesos.
- Uso ilegal das mãos (Illegal Hands to the Face) - Quando um jogador empurra ou bloqueia um jogador adversário pelo capacete. A falta pode ser uma penalização de 10 jardas se cometida pelo ataque ou 5 jardas se cometida pela defesa.

## Lesões
Apesar dos capacetes e das pesadas protecções que os jogadores usam em campo, as lesões são comuns no futebol americano. Um "relatório de lesões" é ubíquo nas secções desportivas dos jornais americanos, listando os jogadores lesionados, as suas equipas, as lesões de cada um e quanto tempo se espera que ele esteja sem jogar. Por volta do meio da semana, todas as equipas da NFL divulgam relatórios sobre o estado dos seus jogadores lesionados, em que é dada a informação de "fora" (não irá jogar no jogo seguinte), "duvidoso" (probabilidade de jogar de 25%), "questionável" (probabilidade de jogar de 50%) ou "provável" (probabilidade de jogar de 75%). Um sistema semelhante é usado em todos os desportos profissionais americanos.
Em todas as épocas registam-se cerca de 160 traumatismos cranianos, e a Liga Nacional de Futebol Americano tem agora métodos personalizados para verificar se um determinado jogador sofreu ou não um traumatismo.
As lesões sofridas pelos jogadores de futebol americano são com frequência permanentes. Muitos antigos jogadores sofrem de dores, por vezes graves, que os atormentam pelo resto da vida. É frequente que os jogadores necessitem de operações cirúrgicas, por vezes múltiplas, para tratar lesões sofridas anos antes.
Curiosamente, os jornalistas que entrevistaram antigos jogadores de futebol americano estropiados ou a sofrer como resultado da sua antiga prática desportiva, descobriram que um jogador nunca (ou quase) expressa arrependimento pela sua escolha de carreira. É frequente que os jogadores digam que a emoção de jogar futebol paga uma vida inteira de dores.

## Doping
Os jogadores contemporâneos de futebol são maiores do que os seus predecessores de há 30 ou quarenta anos. É normal, por exemplo, que todos os membros da linha ofensiva de uma equipa profissional ou universitária principal pesem mais de 135 kg, enquanto que nos anos 1960 era comum encontrar linemen com um peso de apenas 120 kg. O aumento no tamanho dos jogadores conduziu a uma aumento na frequência e na severidade de lesões.
Uma vez que os standards nutricionais e as técnicas de treinamento do peso já estavam bastante avançadas nos anos 1960, pensa-se que muito do aumento no tamanho dos jogadores é resultado da vasta disponibilidade de esteróides anabolizantes ilegais, que aumentam o crescimento dos tecidos musculares. Essas drogas estão disponíveis até mesmo para jogadores escolares.
Uma vez que os esteroides anabolizantes têm efeitos secundários perigosos, a NFL testa os seus jogadores em busca de esteróides e penaliza os que são apanhados. No entanto, soube-se recentemente que novas variedades de esteróides que não são detectados pelos testes antidoping existentes foram desenvolvidos em laboratórios clandestinos. Ou seja, existe uma espécie de "corrida aos armamentos" entre os cientistas que desenvolvem novos tipos de esteróides ilegais e os que desenvolvem testes para os detectar.

## Super Bowl

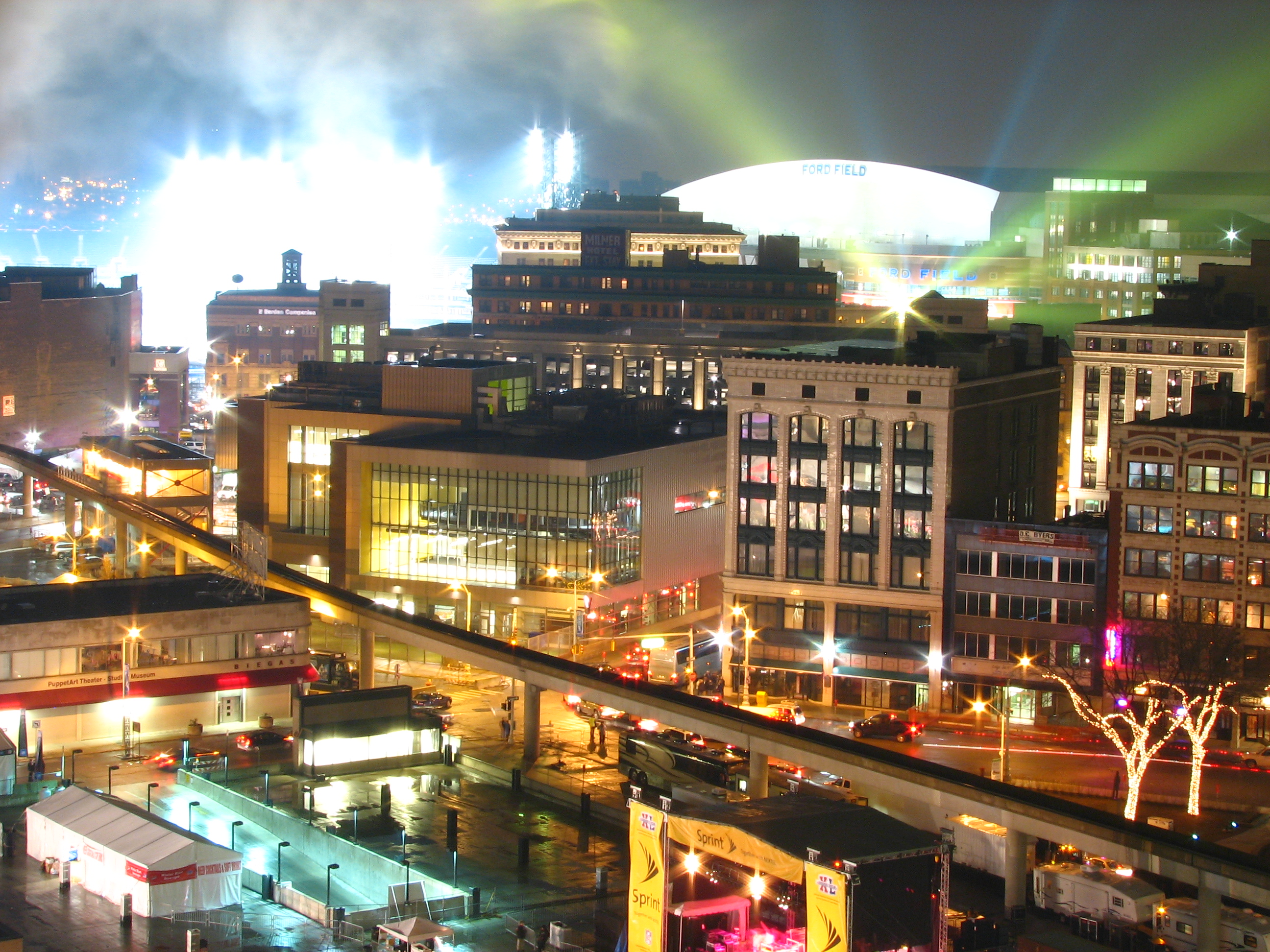
Noite do Super Bowl XL no Ford Field na cidade de Detroit.

O Super Bowl é a grande final da temporada da NFL, e é disputada entre os campeões da AFC e da NFC em uma cidade sede pré-definida. É o jogo de campeonato mais assistido do mundo, sendo transmitido ao vivo para 180 países.
Em 1991, a partida foi transmitida ao vivo para os soldados americanos que lutavam na Guerra do Golfo. Em 1992, os astronautas a bordo da nave espacial Discovery tiveram o mesmo privilégio. Já em 1993, Michael Jackson fez um pequeno show em um dos intervalos da partida. Nos intervalos das transmissões pela TV do SuperBowl, também é comum a divulgação dos maiores lançamentos da próxima temporada de blockbusters (verão norte-hemisférico) do cinema americano em spots de 30 segundos. Geralmente sendo o primeiro trailer divulgado de cada filme.
A decisão do Super Bowl foi uma ideia do bilionário texano Lamar Hunt, magnata do petróleo e apaixonado por esportes. Em 1959, havia apenas a Liga Nacional, com treze equipes. Hunt criou a Liga Americana, cheia de inovações: nome dos jogadores nas costas das camisas até placares eletrônicos. Em 1966, as duas ligas formaram a National Football League, conhecida como NFL. Para animar a rivalidade, em janeiro de 1967 eles passaram a disputar uma final entre os campeões de cada liga. No primeiro ano, o Kansas City Chiefs, clube de Hunt, perdeu para o Green Bay Packers, da liga Nacional, por 35 X 10. O jogo só ganhou  o nome de Super Bowl em 1969. Uma filha de Hunt adorava uma bola de borracha e a chamava de super ball.